# Cycas furfuracea
Cycas furfuracea é uma espécie de cicadófita do género Cycas da família Cycadaceae, nativa do norte da Austrália Ocidental. Segundo dados de 2010, a população encontra-se estável.